# Józef Adam Stanisław Mickiewicz
Józef Adam Stanisław Mickiewicz (ur. 23 sierpnia 1896 w Warszawie, zm. 7 marca 1943 w Majdanku) – kapitan pilot obserwator Wojska Polskiego, jeden z pionierów polskiego krótkofalarstwa; prezes Okręgu Zachodnio Polskiego P.Z.K. 1930 r.

## Życiorys

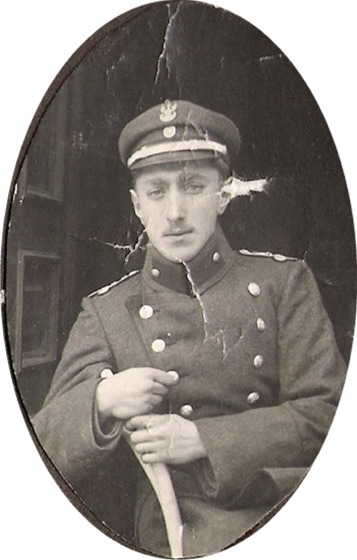
ppor. Józef Mickiewicz w Polskiej Sile Zbrojnej, 1918 r.

Urodził się w rodzinie Konstantego i Czesławy z Wolskich. Był absolwentem Szkoły Podchorążych w Ostrowi Mazowieckiej. Po jej ukończeniu służył w Polskiej Sile Zbrojnej.
27 grudnia 1918 roku został przydzielony do Oddziału Obrony Lwowa, który był zalążkiem powstania 19 pułku piechoty Odsieczy Lwowa. 6 lutego 1919 roku został formalnie przyjęty do Wojska Polskiego z byłych Korpusów Wschodnich i byłej armii rosyjskiej, z zatwierdzeniem posiadanego stopnia podporucznika. 17 czerwca 1919 roku otrzymał przeniesienie z 19  do 21 pułku piechoty, który walczył wówczas na froncie wołyńskim (II batalion) i litewsko-białoruskim (I i III batalion).
27 października 1919 roku rozpoczął szkolenie na II Kursie Oficerskiej Szkoły Obserwatorów Lotniczych (OSOL) w Warszawie. OSOL otwarto w dniu 1 sierpnia 1919 r. na lotnisku mokotowskim w Warszawie. W drugim kursie uczestniczyło 41 oficerów, z których kurs ukończyło 19-tu. W programie szkolenia szczególny nacisk położono na radiotelegrafię, aerofotografię i zajęcia z bombardowania. Kurs ukończył 9 lutego 1920 roku.
1 marca 1920 roku został przydzielony do 39 Eskadry Breguetów na lotnisku Rakowice pod Krakowem na stanowisko obserwatora. 13 kwietnia 1920 roku eskadra została przemianowana na 16 Eskadrę Wywiadowczą. Brał udział  w lotach bojowych w trakcie wyprawy kijowskiej. Podczas jednego z tych lotów – wykonanego w dniu 20 kwietnia 1920 r. – został ranny. Wrócił ze szpitala pod koniec maja i wziął udział w kolejnych lotach bojowych. W czasie bitwy warszawskiej wziął udział w lotach rozpoznawczych i bojowych, bombardując i ostrzeliwując wojska bolszewickie w okolicach Ostrowi, Zambrowa i Małkini, za co został odznaczony Krzyżem Walecznych. Następnie wziął udział w bitwie nad Niemnem. 15 listopada 1920 roku zakończył służbę w 16 eskadrze wywiadowczej.
Od 1921 roku pełnił służbę w Szkole Lotniczej w Bydgoszczy, a jego oddziałem macierzystym był 1 pułk lotniczy w Warszawie. 3 maja 1922 roku został zweryfikowany w stopniu porucznika ze starszeństwem z 1 czerwca 1919 roku i 61. lokatą w korpusie oficerów aeronautycznych. 11 listopada 1922 roku został oddelegowany do Wyższej Szkoły Lotników. 23 lutego 1923 roku został przeniesiony do 3 pułku lotniczego w Poznaniu-Ławicy. Zamieszkał na pobliskim osiedlu przeznaczonym dla kadry pułku wraz z żoną Anielą oraz dziećmi Tadeuszem i Urszulą. 3 maja 1926 roku został awansowany na kapitana ze starszeństwem z dnia 1 lipca 1925 roku i 29. lokatą w korpusie oficerów aeronautycznych. W 1927 roku na samolocie Potez XV wykonał loty nocne, posługując się przy lądowaniu projektorami umieszczonymi pod skrzydłami płatowca. Około 1932 roku został ciężko ranny w wypadku lotniczym. Jego żona Aniela zachowała ocalałą połowę śmigła z rozbitego samolotu. Z dniem 29 lutego 1932 roku został przeniesiony w stan spoczynku. Wraz z rodziną przeprowadził się do Warszawy. W 1934 roku pozostawał w ewidencji Powiatowej Komendy Uzupełnień Bydgoszcz Miasto. Posiadał przydział do Oficerskiej Kadry Okręgowej Nr VIII. Był wówczas „w dyspozycji dowódcy Okręgu Korpusu Nr VIII”.

### Krótkofalowiec

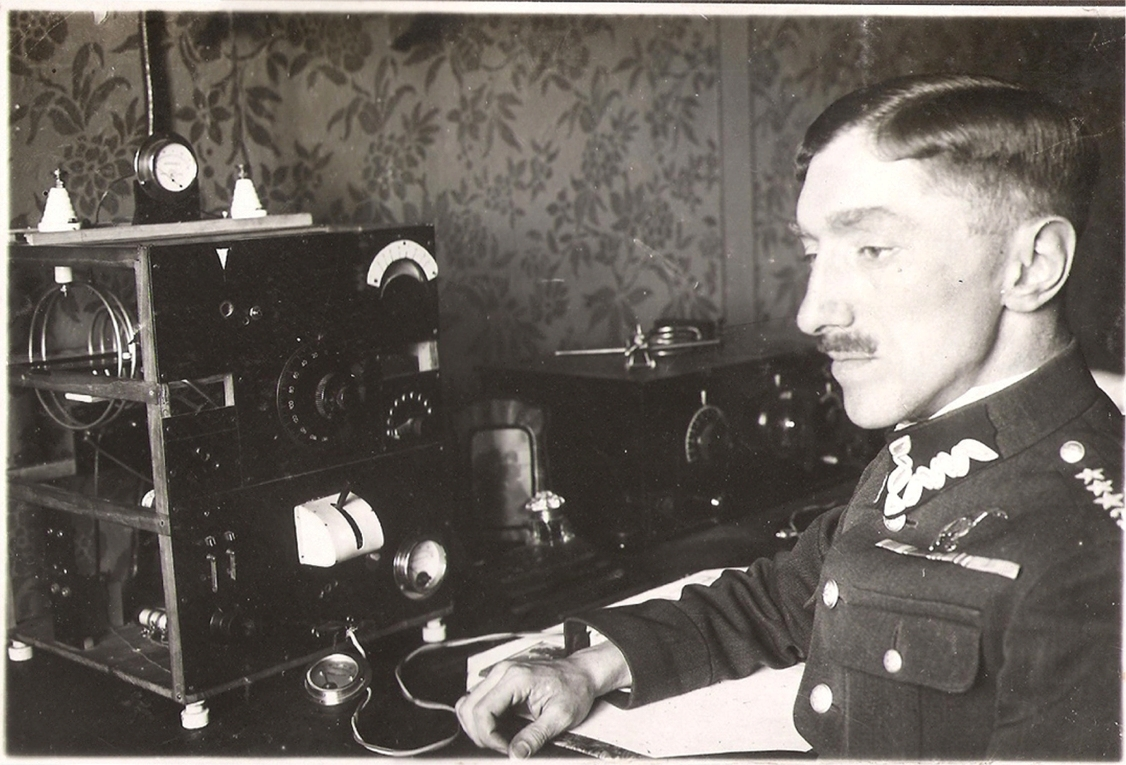
Kapitan pilot Józef Mickiewicz przy urządzeniach radionadawczych własnej konstrukcji. Znak SP1AE

Kapitan pilot Józef Mickiewicz w czasie pełnienia służby wojskowej był jednym z pionierów polskiego krótkofalarstwa. Używał prefiksu nasłuchowca PL130 w Wyrzysku, prefiksów TPAE i SP3SM w Krakowie i Poznaniu oraz prefiksu SP1AE w Poznaniu, Wyrzysku, Bydgoszczy i Wołominie.Pod tymi znakami nawiązywał seanse łączności radiowej z innymi pasjonatami tego hobby. W dniu 1 maja 1930 roku został wybrany na stanowisko Prezesa Okręgu Zachodniopolskiego Polskiego Związku Krótkofalowców. W 1930 r. w trakcie Międzynarodowej Wystawy Komunikacji i Turystyki w Poznaniu, Okręg Zachodniopolski PZK zorganizował Wystawę Krótkofalarską. W trakcie jej trwania kpt. Mickiewicz nawiązywał nadajnikiem Mesny łączności z innymi krótkofalowcami. Po zakończeniu wystawy kpt. Mickiewicz odznaczony został złotym medalem wystawienniczym. Był autorem artykułów z zakresu krótkofalarstwa, w których opisywał nadajniki KF własnej konstrukcji. Jeden ze swych artykułów zakończył zdaniami, tu cytat: Jednem słowem, w krótkofalowej praktyce amatorskiej, synonimem dobrej, wydajnej pracy jest dobry układ, staranne wykonanie, racjonalne wykorzystanie aparatury. Praca ta jest skądinąd miłą i pouczającą rozrywką; pogłębia wiedzę, daje zadowolenie i... emocję; wprowadza amatora w sferę najnowszych zagadnień, w dziedzinie wiedzy ścisłej. Dlategoż fale krótkie absorbują równie młode zapalone głowy,– jak i wielkie umysły. Dwadzieścia wieków dzieli naszą epokę od chwili, gdy wnikliwy mózg przyszłego człowieka wydrze przyrodzie wszystkie tajemnice świata elektronowego i budowy materji. W interesie nas samych i przyszłych pokoleń, musimy wszyscy wziąć udział w dziele poznania wszechrzeczy. Wszelkie drobne doświadczenia, obserwacje, czy wielkie eksperymenty w nowoczesnych laboratorjach – prowadzą do osiągnięcia celu powyższego. Rzeczą zaś powołanych będzie nagiąć zdobytą wiedzą do potrzeb kultury i dobrobytu ludzkości.– Kpt pil. Józef Mickiewicz.

### II wojna światowa
Wybuchła II wojna światowa. Kpt. Józef Mickiewicz, pilot Wojska Polskiego w stanie spoczynku i doświadczony krótkofalowiec, służył w szeregach Armii Krajowej. Żona i córka nie przekazały wiele informacji z tego okresu. Z rodzinnych przekazów wiadomo, że Gestapo weszło do jego domu ująć gospodynię, którą podejrzewali o udział w działalności konspiracyjnej. Zastali kpt. Józefa Mickiewicza przy swoim sprzęcie radiowym podczas nasłuchu rozgłośni z Londynu. Przewieziono go na Pawiak. Stamtąd w dniu 17 stycznia 1943 roku wywieziono go transportem do Majdanka. Na początku grudnia tego roku, rodzina otrzymała od władz obozowych powiadomienie o jego śmierci. Jego grób symboliczny znajduje się na cmentarzu bródnowskim w Warszawie (kw. 112I-4-16).
W dniu 2 grudnia tego samego 1943 roku, przy ulicy Nowy Świat 64 w Warszawie, po przewiezieniu z Pawiaka, rozstrzelany został jego syn Tadeusz Mickiewicz. Został skazany na karę śmierci za posiadanie broni i działalność w nielegalnych organizacjach. Tak jak jego ojciec, był żołnierzem Armii Krajowej.

## Ordery i odznaczenia
- Krzyż Walecznych[20]
- Srebrny Krzyż Zasługi (10 listopada 1928)[21]
- Medal Pamiątkowy za Wojnę 1918–1921 (1928)
- Medal Dziesięciolecia Odzyskanej Niepodległości (1928)
- Polowa Odznaka Obserwatora nr 38 (11 listopada 1928)[22]
- Odznaka Obserwatora (20 października 1920)[23]
- Odznaka Pilota (11 grudnia 1922)[24]

## Galeria

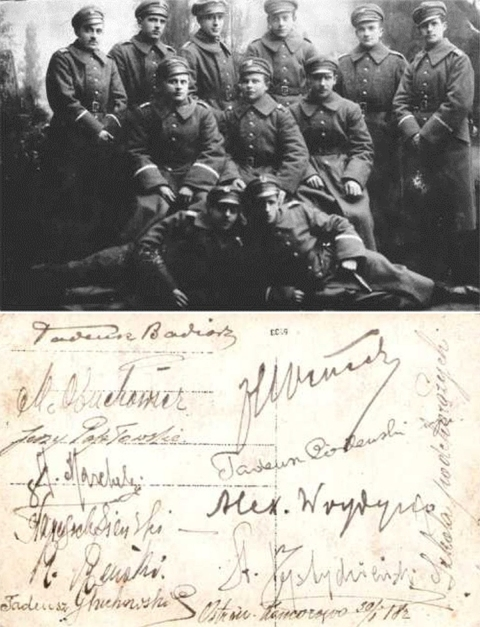
Grupa podchorążych. Zdjęcie datowane na 30.01.1918 r. Na odwrocie zdjęcia podpisy
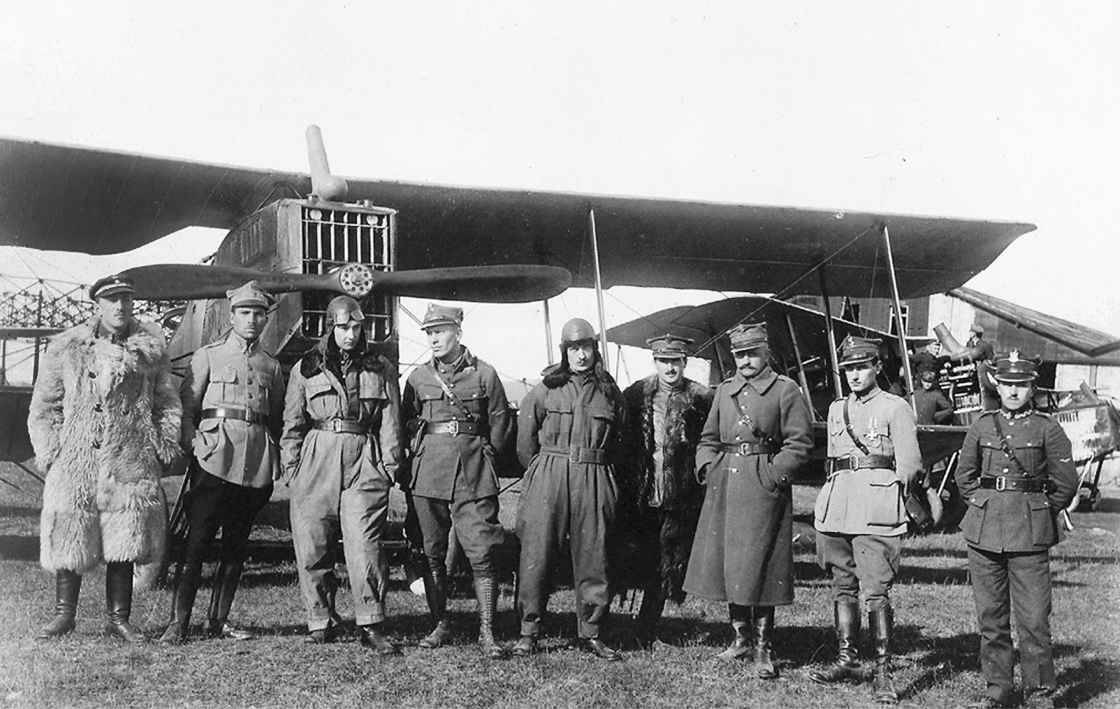
16 eskadra wywiadowcza na lotnisku w Lidzie w październiku 1920 r. Podporucznik obserwator Józef Mickiewicz pierwszy z lewej
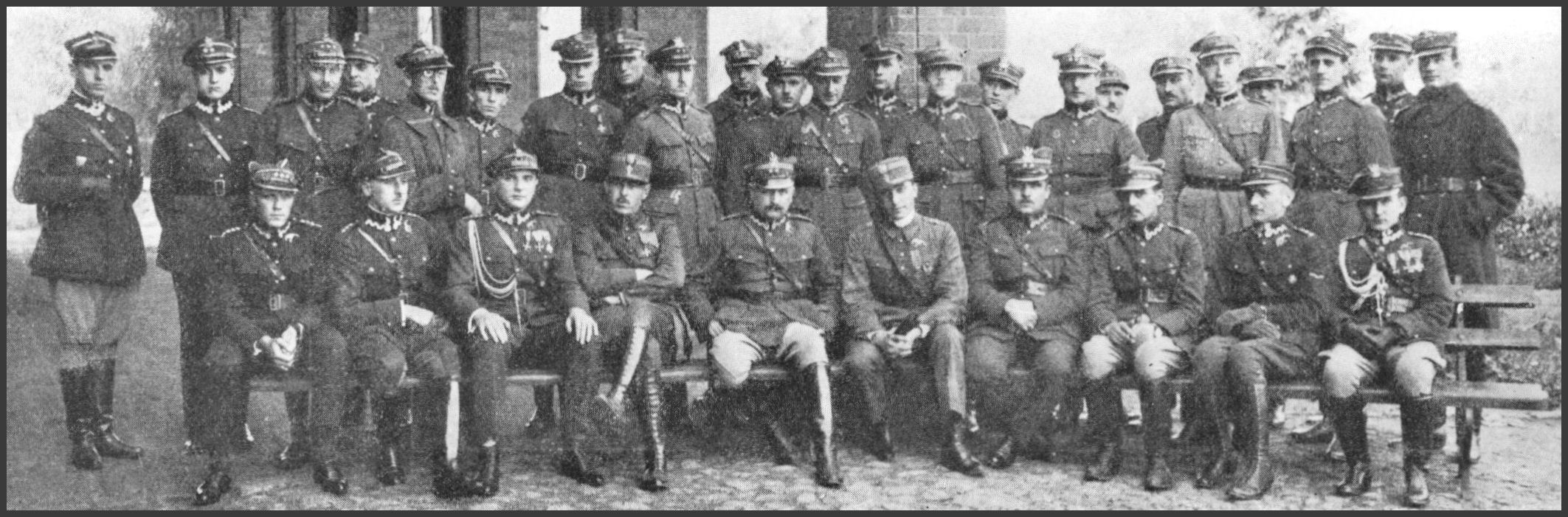
por. Józef Mickiewicz stoi 9. z lewej
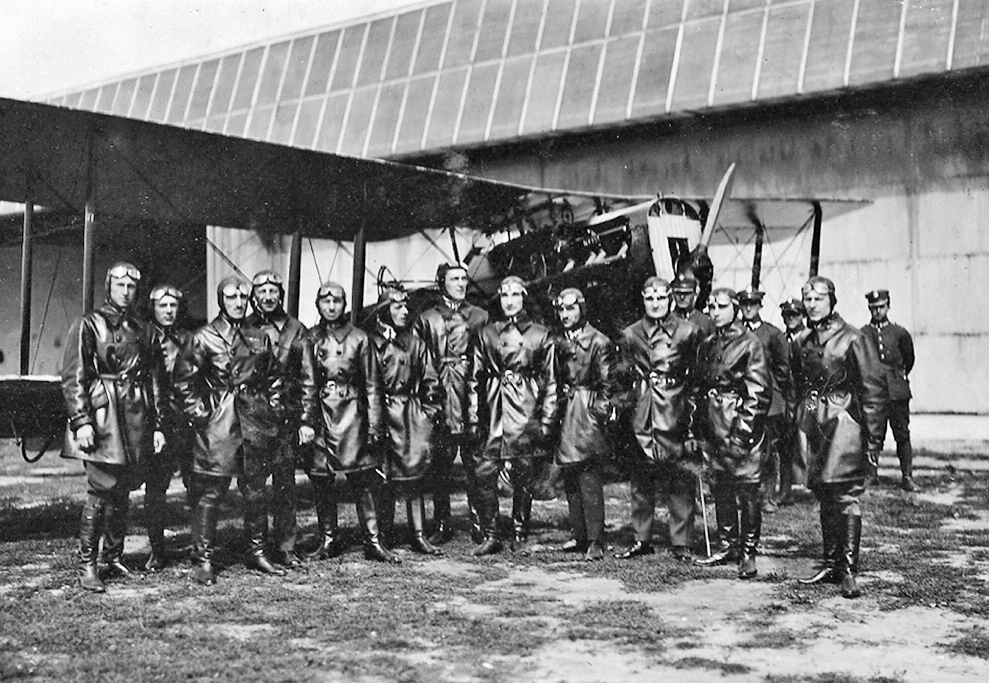
Grupa pilotów 3 pułku lotniczego w nowym umundurowaniu. Kapitan pilot Józef Mickiewicz trzeci z lewej
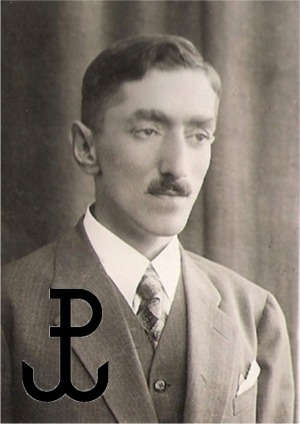
Kapitan w stanie spoczynku Józef Mickiewicz - 1941 r.
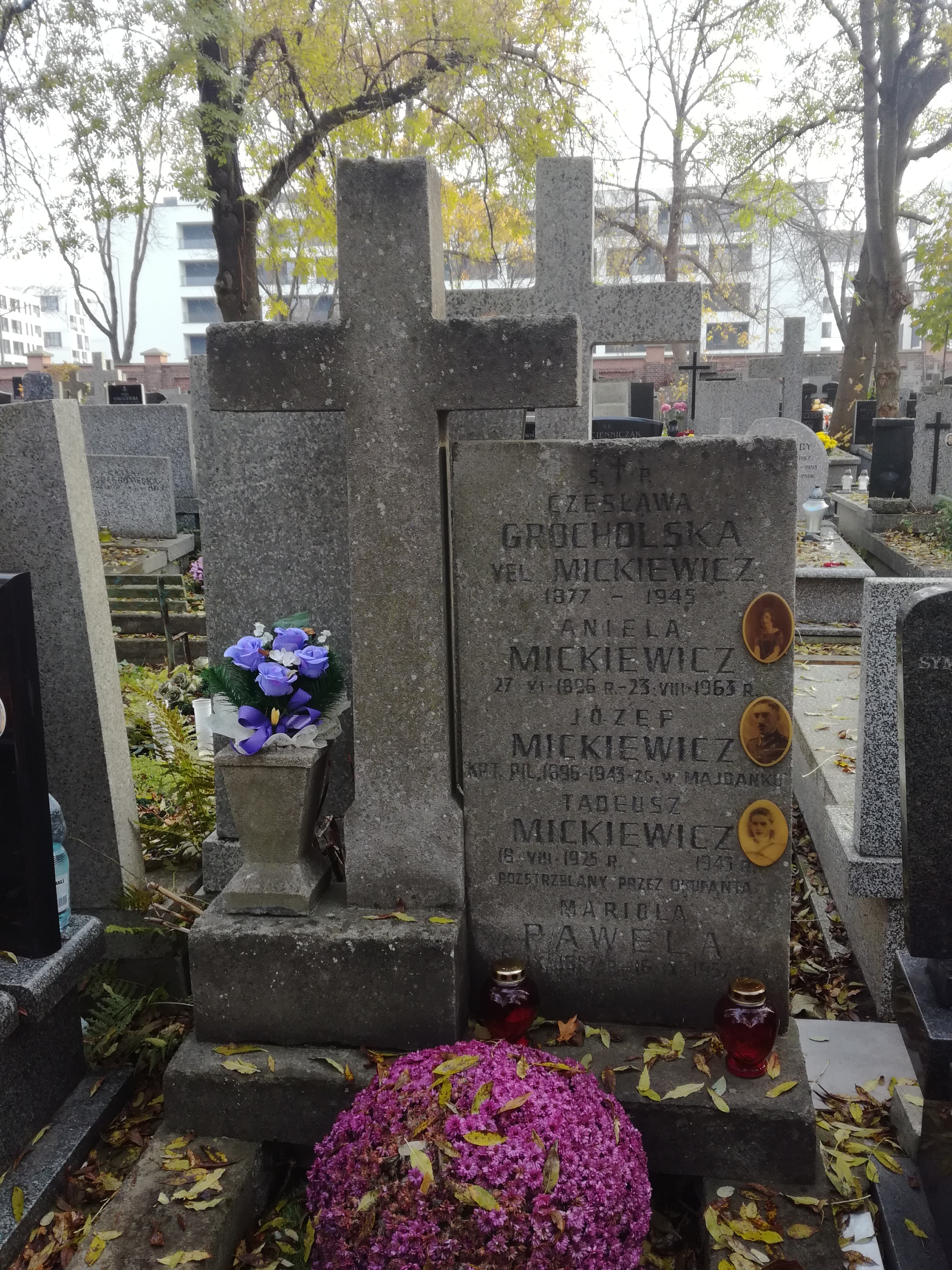
Grób symboliczny kpt. Józefa Mickiewicza na Cmentarzu Bródnowskim